# Baeoura subnebula
Baeoura subnebula är en tvåvingeart som först beskrevs av Alexander 1960.  Baeoura subnebula ingår i släktet Baeoura och familjen småharkrankar.
Artens utbredningsområde är Nepal. Inga underarter finns listade i Catalogue of Life.